# Macdonald Carey
Edward Macdonald Carey (Sioux City, 15 marzo 1913 – Beverly Hills, 21 marzo 1994) è stato un attore statunitense, noto per aver interpretato il Dr. Tom Horton nella pluridecennale soap opera Il tempo della nostra vita.

## Biografia
Nato a Sioux City (Iowa), Carey si laureò nel 1935 alla University of Iowa, dopo aver frequentato per un anno anche l'Università del Wisconsin-Madison, dove fu membro dell'Alpha Delta Phi, una delle più antiche confraternite studentesche degli Stati Uniti.

### Carriera
Iniziò la carriera artistica come attore radiofonico, ottenendo successo anche sul palcoscenico nella commedia musicale Lady in the Dark, messa in scena a Broadway nel 1941. Approdato a Hollywood all'inizio degli anni quaranta, apparve in ruoli secondari in pellicole come l'avventura bellica L'isola della gloria (1942), e il thriller L'ombra del dubbio (1943), diretto da Alfred Hitchcock e ambientato nella cittadina californiana di Santa Rosa.
Arruolato nei Marines, Carey prestò servizio attivo durante la seconda guerra mondiale e lasciò definitivamente la divisa nel 1947, quando rientrò a Hollywood per proseguire la carriera cinematografica. Sotto contratto con la Paramount Pictures, apparve nelle commedie Mia moglie capitano (1947), con Paulette Goddard e Fred MacMurray, e L'uomo che vorrei (1948), accanto a Betty Hutton, entrambi diretti da Mitchell Leisen. L'attore si affermò definitivamente tra la fine degli anni quaranta e l'inizio degli anni cinquanta, interpretando ruoli di coprotagonista in numerosi generi cinematografici, dal drammatico Il grande Gatsby (1949) all'avventuroso La peccatrice dei mari del Sud (1950), ma soprattutto nel western, in film come I cavalieri dell'onore (1949), Pelle di bronzo (1950), Le frontiere dell'odio (1950) e Uniti nella vendetta (1951), in cui interpretò il ruolo del bandito Jesse James. Interprete versatile, fu a suo agio anche nella commedia brillante, dando prova delle sue qualità in Mia moglie si sposa (1951) e L'eterna Eva (1952).
La progressiva affermazione della televisione, intorno alla metà degli anni cinquanta, lo portò a diradare le apparizioni cinematografiche e a proseguire la carriera sul piccolo schermo, dove apparve in numerosi show di intrattenimento e telefilm tra i quali Carovane verso il West (1958), Gli uomini della prateria (1959) e Alfred Hitchcock presenta (1959). Nella stagione 1956-1957 (per 39 episodi) fu protagonista della serie Dr. Christian, nel ruolo del medico di una piccola città di provincia e personaggio originariamente interpretato alla radio dall'attore Jean Hersholt negli anni trenta, mentre nel 1959-1961 fu Herbert L. Maris nella serie Lock Up, di cui furono girati 78 episodi. Per il cinema interpretò i ruoli del patriota Patrick Henry ne Il grande capitano (1959), accanto a Bette Davis e Robert Stack, e del maggiore Malcolm Bartley nella commedia Innamorati in blue jeans (1959).
Fu comunque la televisione a rendere popolare Macdonald Carey, grazie al ruolo del dottor Tom Horton nella longeva soap opera Il tempo della nostra vita (Days of Our Lives), serie di successo della NBC tuttora in produzione. L'attore vestì per la prima volta i panni del patriarca Tom Horton nel 1965 e rimase principale interprete della serie per quasi trent'anni, fino al 1994. Celebre è rimasta presso il pubblico di lingua inglese la frase introduttiva recitata da Carey all'inizio di ogni episodio: "Like sands through the hourglass, so are the Days of our Lives", seguita da "This is Macdonald Carey, and these are the Day of Our Lives". Pur impegnato nella serie, apparve in altri telefilm come Vita da strega (1967), Sulle strade della California (1974-1977), Fantasilandia (1979-1981) e La signora in giallo (1986-1987). Da ricordare anche la breve apparizione nel film American Gigolò (1980), nel ruolo di un anziano attore hollywoodiano.

### Vita privata
Sposatosi nel 1943 con Elizabeth Hecksher, Carey ebbe da lei sei figli, Lynn, Theresa, Lisa, Steven, Edward Macdonald Jr. e Paul. La coppia divorziò nel 1969, e nel 1974 l'attore si risposò con Lois Kranes, a cui rimase legato fino alla morte, avvenuta il 21 marzo 1994, all'età di ottantun anni.
Autore di alcuni volumi di poesie, nel 1991 Carey pubblicò la propria autobiografia, intitolata The Days of My Life.

## Filmografia

### Cinema
- Signorine, non guardate i marinai (Star Spangled Rhythm) di George Marshall e A. Edward Sutherland (1942)
- Segretario a mezzanotte (Take a Letter, Darling), regia di Mitchell Leisen (1942)
- Dottor Broadway (Dr. Broadway), regia di Anthony Mann (1942)
- L'isola della gloria (Wake Island), regia di John Farrow (1942)
- L'ombra del dubbio (Shadow of a Doubt), regia di Alfred Hitchcock (1943)
- Salute for Three, regia di Ralph Murphy (1943)
- Mia moglie capitano (Suddenly It's Spring), regia di Mitchell Leisen (1947)
- Azzardo (Hazard), regia di George Marshall (1948)
- L'uomo che vorrei (Dream Girl), regia di Mitchell Leisen (1948)
- La maschera dei Borgia (Bride of Vengeance), regia di Mitchell Leisen (1949)
- I cavalieri dell'onore (Streets of Laredo), regia di Leslie Fenton (1949)
- Il grande Gatsby (The Great Gatsby), regia di Elliott Nugent (1949)
- La colpa della signora Hunt (Song of Surrender), regia di Mitchell Leisen (1949)
- Pelle di bronzo (Comanche Territory), regia di George Sherman (1950)
- Linciaggio (The Lawless), regia di Joseph Losey (1950)
- La peccatrice dei mari del Sud (South Sea Sinner), regia di H. Bruce Humberstone (1950)
- Le frontiere dell'odio (Copper Canyon), regia di John Farrow (1950)
- Il sottomarino fantasma (Mystery Submarine), regia di Douglas Sirk (1950)
- Uniti nella vendetta (The Great Missouri Raid), regia di Gordon Douglas (1951)
- Largo passo io (Excuse My Dust), regia di Roy Rowland (1951)
- Aspettami stesera (Meet Me After the Show), regia di Richard Sale (1951)
- Mia moglie si sposa (Let's Make It Legal), regia di Richard Sale (1951)
- Non cedo alla violenza (Cave of Outlaws), regia di William Castle (1951)
- L'eterna Eva (My Wife's Best Friend), regia di Richard Sale (1952)
- Le ore sono contate (Count the Hours), regia di Don Siegel (1953)
- Il territorio dei fuorilegge (Hannah Lee: An American Primitive), regia di Lee Garmes e John Ireland (1953)
- Malaga, regia di Richard Sale (1954)
- Uno sconosciuto alla mia porta (Stranger at My Door), regia di William Witney (1956)
- Odongo, regia di John Gilling (1956)
- Fuoco incrociato (Man or Gun), regia di Albert C. Gannaway (1958)
- I suoi non lo riconobbero (El redentor), regia di Joseph Green e Fernando Palacios (1959) (voce)
- Il grande capitano (John Paul Jones), regia di John Farrow (1959)
- Innamorati in blue jeans (Blue Denim), regia di Philip Dunne (1959)
- Stranglehold, regia di Lawrence Huntington (1962)
- Codice ZX3 controspionaggio! (The Devil's Agent), regia di John Paddy Carstairs (1962)
- Hallucination (The Damned), regia di Joseph Losey (1963)
- Il sole nella stanza (Tammy and the Doctor), regia di Harry Keller (1963)
- End of the World, regia di John Hayes (1977)
- American Gigolò, regia di Paul Schrader (1980) (con il nome di MacDonald Carey)
- Foes, regia di John Coats (1981)
- Access code - codice d'accesso (Access Code), regia di Mark Sobel (1984)
- Baby Killer III (It's Alive III: Island of the Alive), regia di Larry Cohen (1987)

### Televisione
- The Christophers – serie TV, 1 episodio (1952)
- Celanese Theatre – serie TV, 1 episodio (1952)
- Hollywood Opening Night – serie TV, 1 episodio (1952)
- Lux Video Theatre – serie TV, 3 episodi (1952-1954)
- Appointment with Adventure – serie TV, 1 episodio (1955)
- Stage 7 – serie TV, episodi 1x23-1x24 (1955)
- Scienza e fantasia (Science Fiction Theatre) – serie TV, episodio 1x25 (1955)
- Celebrity Playhouse – serie TV, episodio 1x16 (1956)
- The 20th Century-Fox Hour – serie TV, episodi 1x06-1x11 (1955-1956)
- General Electric Theater – serie TV, 2 episodi (1953-1956)
- Screen Directors Playhouse – serie TV, episodi 1x18-1x32 (1956)
- The Alcoa Hour – serie TV, episodio 2x01 (1956)
- Climax! – serie TV, 4 episodi (1955-1956)
- Dr. Christian – serie TV, 40 episodi (1956-1957)
- The Kaiser Aluminum Hour – serie TV, episodio 1x17 (1957)
- The Ford Television Theatre – serie TV, 4 episodi (1952-1957)
- On Trial – serie TV, 1 episodio (1957)
- Jane Wyman Presents the Fireside Theatre – serie TV, 1 episodio (1957)
- I racconti del West (Zane Grey Theatre) – serie TV, 1 episodio (1958)
- Carovane verso il West (Wagon Train) – serie TV, 1 episodio (1958)
- Studio One – serie TV, 2 episodi (1950-1958)
- Playhouse 90 – serie TV, 1 episodio (1958)
- The Frank Sinatra Show (1958)
- Suspicion – serie TV, 2 episodi (1957-1958)
- Target – serie TV, episodi 1x23-1x24 (1958)
- Pursuit – serie TV, episodio 1x01 (1958)
- Schlitz Playhouse of Stars – serie TV, 2 episodi (1954-1958)
- Gli uomini della prateria (Rawhide) – serie TV, episodio 1x10 (1959)
- The DuPont Show of the Month – serie TV, 1 episodio (1959)
- Alfred Hitchcock presenta (Alfred Hitchcock Presents) – serie TV, episodio 5x04 (1959)
- Moment of Fear – serie TV, 1 episodio (1960)
- Thriller – serie TV, episodio 1x29 (1961)
- Lock Up – serie TV, 78 episodi (1959-1961)
- The United States Steel Hour – serie TV, 2 episodi (1956-1961)
- Insight – serie TV, 1 episodio (1962)
- Corruptors (Target: The Corruptors) – serie TV, episodio 1x28 (1962)
- Scacco matto (Checkmate) – serie TV, episodio 2x30 (1962)
- L'ora di Hitchcock (The Alfred Hitchcock Hour) – serie TV, episodio 1x08 (1962)
- The Dick Powell Show – serie TV, episodio 2x30 (1963)
- Kraft Mystery Theater – serie TV, 1 episodio (1963)
- Mr. Novak – serie TV, episodio 1x10 (1963)
- The Outer Limits – serie TV, 1 episodio (1964)
- Sotto accusa (Arrest and Trial) – serie TV, episodio 1x29 (1964)
- The Bing Crosby Show – serie TV, 1 episodio (1964)
- Daniel Boone – serie TV, 1 episodio (1965)
- La legge di Burke (Burke's Law) – serie TV, 4 episodi (1963-1965)
- Branded – serie TV, episodio 1x08 (1965)
- The Crisis (Kraft Suspense Theatre) – serie TV, 1 episodio (1965)
- I giorni di Bryan (Run for Your Life) – serie TV, 2 episodi (1965)
- Ben Casey – serie TV, episodio 5x10 (1965)
- Il tempo della nostra vita – serie TV, 2954 episodi (1965-1994)
- Lassie – serie TV, 1 episodio (1966)
- Vita da strega (Bewitched) – serie TV, 1 episodio (1967)
- Il mago (The Magician) – serie TV, 1 episodio (1973)
- Difesa a oltranza (Owen Marshall: Counselor at Law) – serie TV, 1 episodio (1974)
- Chi è Black Dahlia? (Who Is the Black Dahlia?), regia di Joseph Pevney – film TV (1975)
- McMillan e signora (McMillan & Wife) – serie TV, 1 episodio (1976)
- Radici (Roots) – serie TV, 1 episodio (1977)
- Sulle strade della California (Police Story) – serie TV, 3 episodi (1974-1977)
- Switch – serie TV, 1 episodio (1978)
- Nel tunnel dei misteri con Nancy Drew e gli Hardy Boys (The Hardy Boys/Nancy Drew Mysteries) – serie TV, 1 episodio (1978)
- Buck Rogers (Buck Rogers in the 25th Century) – serie TV, 1 episodio (1979)
- Fantasilandia (Fantasy Island) – serie TV, 2 episodi (1979-1981)
- Detective per amore (Finder of Lost Loves) – serie TV, 1 episodio (1985)
- La signora in giallo (Murder, She Wrote) – serie TV, episodi 2x13-4x09 (1986-1987)

## Doppiatori italiani
Nelle versioni in italiano dei suoi film, Macdonald Carey è stato doppiato da:
- Giulio Panicali in Azzardo, L'uomo che vorrei, I cavalieri dell'onore, Aspettami stasera
- Nando Gazzolo in Le frontiere dell'odio, Fuoco incrociato
- Primo Zeglio in L'ombra del dubbio
- Emilio Cigoli in Il grande Gatsby
- Giorgio Capecchi in Pelle di bronzo
- Nino Pavese in L'isola della gloria
- Sergio Tedesco in Il grande capitano
- Sergio Rossi in Il territorio dei fuorilegge
- Riccardo Mantoni in Il sole nella stanza